# マニー・アクタ
マニュエル・エリアス・アクタ・ペーニャ（Manuel Elias Acta Peña , 1969年1月11日 - ）は、ドミニカ共和国サン・ペドロ・デ・マコリス州サンペドロ・デ・マコリス出身の元プロ野球選手（内野手）、野球指導者。2025年現在は、MLB・シアトル・マリナーズのベンチコーチを務めている。

## 経歴

### 現役時代
1986年にヒューストン・アストロズに入団。
1987年にデビューし、マイナーで5シーズン在籍した。AA級でプレーしたのが最高で、1991年にはA級バーリントン・アストロズの選手兼任コーチとなり、同年限りで現役を引退した。

### 現役引退後
1993年にアストロズ傘下のA-級オーバーン・アストロズの監督となり、2000年までアストロズ傘下のマイナーチームで監督を務めた。2001年はAAA級ニューオーリンズ・ゼファーズでコーチを務めた。
2002年にモントリオール・エクスポズの三塁コーチに就任し、2004年まで務めた。
エクスポズのコーチを退任後、ロサンゼルス・ドジャースとアリゾナ・ダイヤモンドバックスの監督候補として面談を受けたが、最終的な選考からは漏れた。
2005年にはニューヨーク・メッツの三塁コーチに就任した。
1999年のオフから2005年にかけてはベネズエラとドミニカ共和国のウィンターリーグでも監督を務めており、2004年のカリビアンシリーズではドミニカ共和国のティグレス・デル・リセイを率いて優勝している。
2006年開幕前に第1回WBCのドミニカ共和国代表監督を務めた。準決勝まで進出したがキューバ代表に敗れて決勝進出を逃した。
2006年11月14日にワシントン・ナショナルズの新監督に就任した。
2007年こそ「30球団ワースト」と言われた戦力で73勝と健闘し、最優秀監督賞の投票でも4ポイントを得た。しかし、2008年は両リーグワーストの59勝102敗に終わり、2009年も開幕から最下位に沈み、7月12日に前半戦終了と同時にナショナルズの監督を解任された。

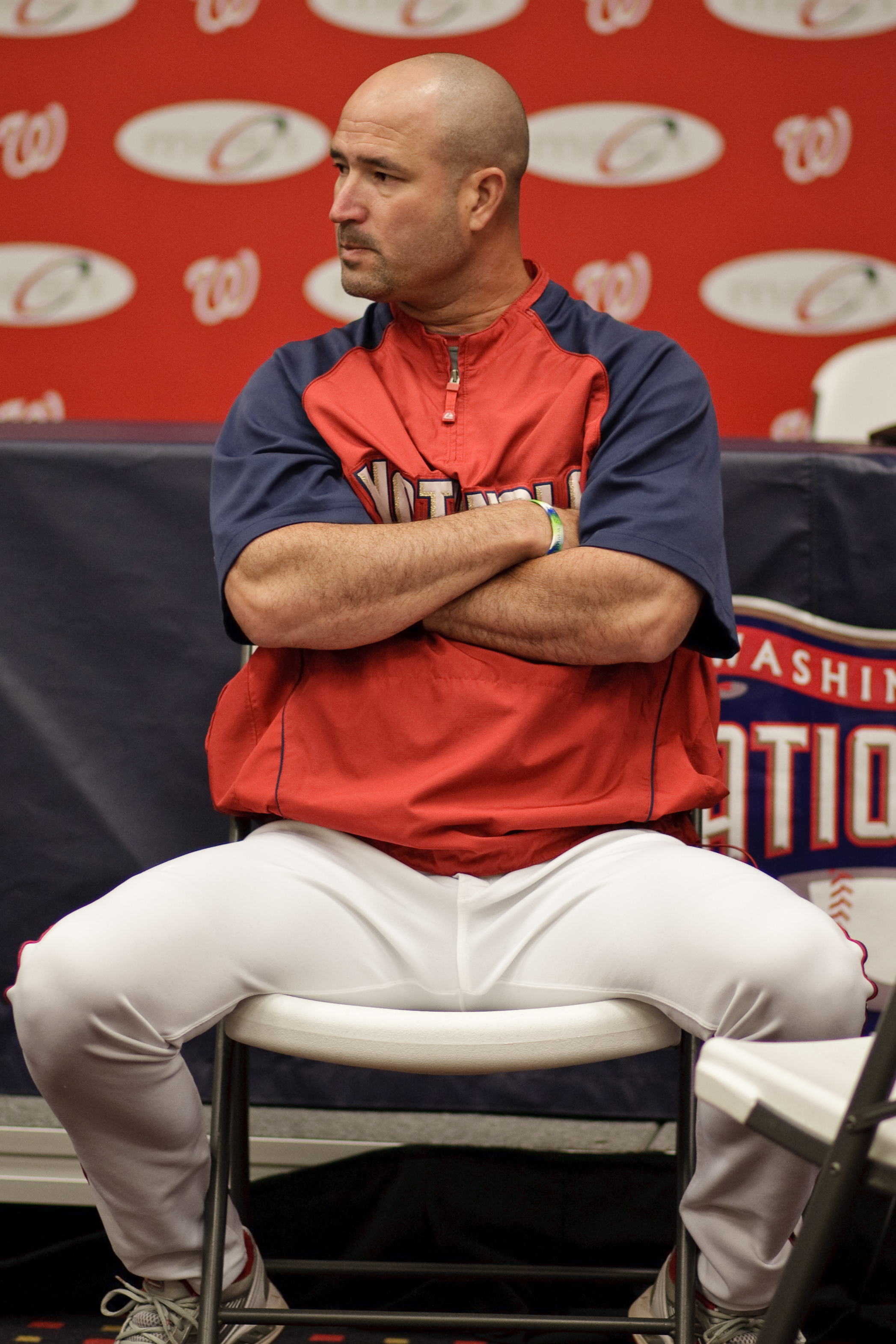
ワシントン・ナショナルズでの監督時代
(2009年6月20日)

2009年10月25日に3年契約と4年目のオプションでクリーブランド・インディアンスの監督に就任した。アストロズからも2年契約＋オプションで監督のオファーを受けていたが、契約年数の長いインディアンスを選択した。

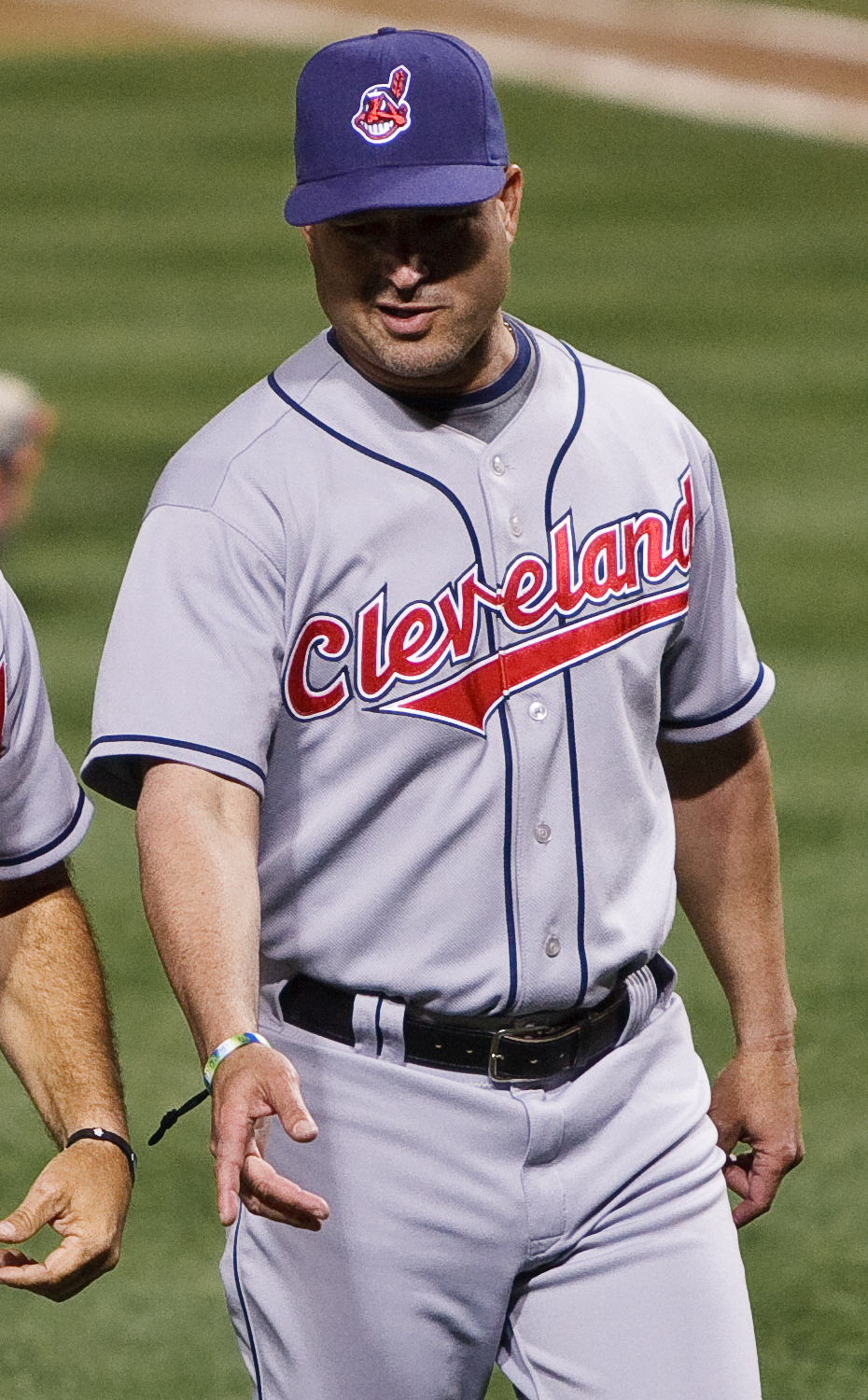
クリーブランド・インディアンスでの監督時代
(2010年)

インディアンス初年度の2010年はカンザスシティ・ロイヤルズと並んで地区最下位タイと振るわなかったが、2011年は序盤から首位に立つ予想外の健闘を見せ、後半戦に失速したものの地区2位に食い込んだ。9月29日には2013年のオプションが行使された。
ところが、2012年は再び大きく負け越してしまい、9月27日にインディアンスの監督を解任された。
2016年シーズンからシアトル・マリナーズの三塁コーチに就任する。2018年シーズンからはベンチコーチに転任となる。2020年シーズンからは三塁コーチに復帰する。
2025年シーズンからベンチコーチに配置転換された。

## 詳細情報

### 年度別監督成績
| 年度 | 球団 | 地区  | 年齢 | 試合 | 勝利 | 敗戦 | 勝率 | 順位/チーム数 | 備考          | ポストシーズン 勝敗 |
| ---- | ---- | ----- | ---- | ---- | ---- | ---- | ---- | ------------- | ------------- | ------------------- |
| 2007 | WSH  | NL 東 | 38歳 | 162  | 73   | 89   | .451 | 4 / 5         |               |                     |
| 2008 | WSH  | NL 東 | 39歳 | 161  | 59   | 102  | .366 | 5 / 5         |               |                     |
| 2009 | WSH  | NL 東 | 40歳 | 87   | 26   | 61   | .299 | 5 / 5         | 開幕～7月12日 |                     |
| 2010 | CLE  | AL 中 | 41歳 | 162  | 69   | 93   | .426 | 4 / 5         |               |                     |
| 2011 | CLE  | AL 中 | 42歳 | 162  | 80   | 82   | .494 | 2 / 5         |               |                     |
| 2012 | CLE  | AL 中 | 43歳 | 156  | 65   | 91   | .417 | 4 / 5         | 開幕～9月27日 |                     |
| MLB  | 6年  |       |      | 890  | 372  | 518  | .418 |               |               |                     |